# London Classical Players
De London Classical Players (LCP) was een Brits orkest dat gespecialiseerd was in de historische uitvoeringspraktijk.  Sir Roger Norrington richtte het orkest op in 1978.  Met zijn orkest maakte Norrington verschillende opnames voor EMI Classics.  Barokviolist John Holloway was gedurende meer dan 10 jaar de orkestmeester.
Veel van de spelers van de London Classical Players, waren ook lid van vier andere belangrijke orkestrale ensembles: de Academy of Ancient Music, het English Concert,  het Orchestra of the Age of Enlightenment en de English Baroque Soloists.
In 1997 werd het ensemble formeel ontbonden.